# ميتفورمين
يُعد الميتفورمين الذي يُباع تحت الاسم التجاري جلوكوفاج (بالإنجليزية: Glucophage)‏ (اسم معتمد بريطاني، اسم معتمد أمريكي، اسم دولي غير مسجّل الملكيّة، يُسوّق بالأسماء جلوكوفاج، وجلوكومين، وميتفورال، وسيوفور، وديالون، وبروت، وكاربوفاج، وريوميت، وفورميت، وفورتاميت، وغلومتزا، وأوبيمت، وغلوفورمين، وديانبين، وديابيكس، وديافورمين، وميتفوغاما)، دواء خافض لسكر الدم يؤخذ عن طريق الفم من فئة البيغوانيد. وهو خط العلاج الأول لعلاج  السكري النمط الثاني، خاصة في الأشخاص الذين يعانون من زيادة الوزن أو السمنة. كما أنها تستخدم في علاج متلازمة تكيس المبايض. لا يرتبط بزيادة الوزن، ويتم تناوله عن طريق الفم. يستخدم أحيانًا كإضافة خارج الملصق لتقليل مخاطر زيادة الوزن لدى الأشخاص الذين يتناولون مضادات الذهان وكذلك فينيلزين.
تم حدّ استخدامه في سكري الحوامل بسبب مخاوف تتعلّق بالسلامة.  وقد جُرّب في أمراض أخرى تلعب بها مقاومة الإنسولين دورًا مهمًا. يعمل الميتفورمين عن طريق تثبيط إنتاج الجلوكوز من الكبد. يسبب الميتفورمين بعض الآثار الضائرة عندما يوصف بشكل مناسب (الأكثر شيوعًا هو اضطراب الجهاز الهضمي) وارتُبط بخطر منخفض لنقص سكر الدم. يمكن أن يشكّل الحماض اللاكتاتي (ارتفاع مستوى حمض اللبنيك في الدم) مصدر قلق خطير عند تناول جرعة زائدة وعند وصفه لمرضى مع موانع الاستعمال.
الميتفورمين جيد التحمل بشكل عام. تشمل الآثار الضارة الشائعة الإسهال والغثيان وآلام البطن. ولديه مخاطر منخفضة للتسبب في انخفاض نسبة السكر في الدم. يُصدر قلق إذا تم استخدام الدواء بجرعات كبيرة جدًا أو تم وصفه للأشخاص الذين يعانون من مشاكل حادة في الكلى. لا ينصح باستخدامه لمن يعانون من أمراض الكبد. الميتفورمين هو عامل خافض لفرط سكر الدم. وهو يعمل عن طريق تقليل إنتاج الجلوكوز في الكبد، عن طريق زيادة حساسية الأنسولين في أنسجة الجسم، وزيادة إفرازعامل النمو (GDF15)، مما يقلل الشهية وتناول السعرات الحرارية.
اكتشف الميتفورمين في عام 1922. بدأ الطبيب الفرنسي جان ستيرن الدراسة على البشر في الخمسينيات من القرن الماضي. قدم كدواء في فرنسا عام 1957 والولايات المتحدة عام 1995. وهو مدرج في قائمة منظمة الصحة العالمية للأدوية الأساسية. الميتفورمين هو الدواء الأكثر استخدامًا لمرض السكري الذي يؤخذ عن طريق الفم. وهو متوفر كدواء عام. في عام 2018، كان رابع أكثر الأدوية الموصوفة شيوعًا في الولايات المتحدة، بأكثر من 83 مليون وصفة طبية.

## الاستخدامات الطبية
يستخدم الميتفورمين لخفض نسبة السكر في الدم لدى المصابين بداء السكري النمط الثاني. كما أنه يستخدم كعامل خط ثاني للعقم عند أولئك الذين يعانون من متلازمة تكيس المبايض.

### داء السكري النمط الثاني
توصي كل من جمعية السكري الأمريكية والكلية الأمريكية للأطباء بالميتفورمين كعامل خط أول لعلاج السكري النمط الثاني. إنه فعال مثل ريباغلينيد وأكثر فعالية من جميع أدوية داء السكري من النوع الثاني عن طريق الفم.

### الفعالية
قدمت الدراسة الاستباقية لمرض السكري في المملكة المتحدة، وهي تجربة سريرية كبيرة أجريت في 1980-1990، دليلاً على أن الميتفورمين قلل من معدل النتائج السلبية للقلب والأوعية الدموية في المرضى الذين يعانون من زيادة الوزن مع داء السكري من النوع 2 مقارنة بالعوامل الأخرى الخافضة لفرط سكر الدم. ومع ذلك، فإن الأدلة المتراكمة من تجارب أخرى وأكثر حداثة، قللت من الثقة في فعالية الميتفورمين للوقاية من أمراض القلب والأوعية الدموية. تتحسن النتائج حتى عند المصابين بدرجة معينة من أمراض الكلى أو قصور القلب أو أمراض الكبد المزمنة.
الإرشادات العلاجية للجمعيات المهنية الكبرى، بما في ذلك الرابطة الأوروبية لدراسة مرض السكري، والجمعية الأوروبية لأمراض القلب، والجمعية الأمريكية لمرض السكري، تصف الآن الدليل على الفوائد القلبية الوعائية للميتفورمين باعتبارها ملتبسة.
في عام 2017، تم تحديث إرشادات الكلية الأمريكية للأطباء للتعرف على الميتفورمين باعتباره العلاج الأول لمرض السكري من النوع 2. تحل هذه الإرشادات محل المراجعات السابقة. على سبيل المثال، وجدت مراجعة عام 2014 دليلًا مبدئيًا على أن الأشخاص الذين عولجوا بالسلفونيل يوريا كانوا أكثر عرضة لخطر الإصابة بانخفاض شديد في نسبة السكر في الدم (RR 5.64)، على الرغم من أن مخاطر الإصابة بأمراض القلب والأوعية الدموية غير المميتة كانت أقل من مخاطر أولئك الذين عولجوا بالميتفورمين (RR 0.67). لم تتوفر بيانات كافية في ذلك الوقت لتحديد الخطر النسبي للوفاة أو الوفاة من أمراض القلب.
يقلل استخدام الميتفورمين من وزن الجسم لدى الأشخاص المصابين بداء السكري من النوع 2، على عكس السلفونيل يوريا، الذي يرتبط بزيادة الوزن. تظهر بعض الأدلة أن الميتفورمين يرتبط بفقدان الوزن عند من يعانون من السمنة في حالة عدم وجود مرض السكري. لدى الميتفورمين مخاطر أقل للإصابة بنقص السكر في الدم مقارنة بالسلفونيل يوريا، على الرغم من حدوث نقص السكر في الدم بشكل غير شائع أثناء التمرينات الرياضية الشديدة، أو نقص السعرات الحرارية، أو عند استخدامه مع عوامل أخرى لخفض نسبة السكر في الدم. يقلل الميتفورمين بشكل متواضع من مستويات البروتين الدهني منخفض الكثافة والدهون الثلاثية.

### متلازمة تكيس المبايض
في أولئك الذين يعانون من متلازمة تكيس المبايض (PCOS)، تظهر أدلة أولية أن استخدام الميتفورمين يزيد من معدل المواليد الأحياء. وهذا يشمل أولئك الذين لم يتمكنوا من الحمل مع عقار كلوميفين. لا يبدو أن الميتفورمين يغير من خطر الإجهاض. عثر على عدد من الفوائد الأخرى أيضًا أثناء الحمل وفي الأشخاص غير الحوامل المصابين بمتلازمة تكيس المبايض. في مراجعة محدثة لـكوشران (2020) حول الميتفورمين مقابل الدواء الوهمي أو عدم العلاج قبل أو أثناء التلقيح الاصطناعي اوالحقن المجهري لدى النساء المصابات بمتلازمة تكيس المبايض، لم يتم العثور على دليل قاطع على معدلات المواليد الحية المحسنة. في بروتوكولات ناهض الهرمون المطلق لموجهة الغدد التناسلية الطويلة كان هناك عدم يقين في الأدلة على معدلات المواليد الحية المحسنة ولكن يمكن أن تكون هناك زيادات في معدل الحمل السريري. باختصار بروتوكولات مضادات الهرمون المطلق لمواجهة الغدد التناسلية قد يقلل الميتفورمين معدلات المواليد الأحياء مع عدم اليقين بشأن تأثيره على معدل الحمل السريري. قد يؤدي الميتفورمين إلى انخفاض في متلازمة فرط تنبيه المبيض ولكن يمكن أن يأتي مع تكرار أكبر للآثار الجانبية. كان هناك عدم يقين بشأن تأثير الميتفورمين على الإجهاض. لا تدعم الأدلة الاستخدام العام أثناء الحمل لتحسين نتائج الأمهات والرضع عند النساء البدينات.
أوصى المعهد الوطني للصحة والتفوق السريري في المملكة المتحدة في عام 2004 بإعطاء الميتفورمين للنساء المصابات بمتلازمة تكيس المبايض ومؤشر كتلة الجسم فوق 25 للإباضة والعقم عندما تفشل العلاجات الأخرى في تحقيق النتائج. لا توصي إرشادات الممارسة السريرية البريطانية والدولية بالميتفورمين كعلاج من الدرجة الأولى أو لا توصي به على الإطلاق، باستثناء النساء اللاتي يعانين من عدم تحمل الجلوكوز. تشير الدلائل الإرشادية إلى عقار كلوميفين (دواء معالج للعقم) كخيار علاجي أول، وتؤكد على تعديل نمط الحياة بشكل مستقل عن العلاج الطبي. يقلل علاج الميتفورمين من خطر الإصابة بداء السكري من النوع 2 لدى النساء المصابات بمتلازمة تكيس المبايض اللاتي أظهرن ضعفًا في تحمل الجلوكوز عند خط الأساس.

### داء السكري والحمل
وجدت مراجعة شاملة لاستخدام الميتفورمين أثناء الحمل مقارنة بالأنسولين وحده أمانًا جيدًا على المدى القصير لكل من الأم والطفل، ولكن الأمان غير واضح على المدى الطويل. وجدت العديد من الدراسات القائمة على الملاحظة والتجارب العشوائية ذات الشواهد أن الميتفورمين فعال وآمن مثل الأنسولين لإدارة سكري الحمل. ومع ذلك، فقد أثيرت العديد من المخاوف وهناك نقص في الأدلة على سلامة الميتفورمين على المدى الطويل لكل من الأم والطفل. بالمقارنة مع الأنسولين، فإن النساء المصابات بسكري الحمل المعالجات بالميتفورمين يكتسبن وزنًا أقل ويقل احتمال الإصابة بتسمم الحمل أثناء الحمل. الأطفال الذين يولدون لنساء عولجن بالميتفورمين لديهم دهون حشوية أقل ، وهذا قد يجعلهم أقل عرضة لمقاومة الأنسولين في وقت لاحق من الحياة. أدى استخدام الميتفورمين لسكري الحمل إلى أطفال أصغر مقارنةً بالعلاج بالأنسولين. ومع ذلك، على الرغم من انخفاض الوزن عند الولادة في البداية، فإن الأطفال الذين تعرضوا للميتفورمين أثناء الحمل قد تسارع نموهم بعد الولادة، وكانوا أثقل في منتصف الطفولة من أولئك الذين تعرضوا للأنسولين أثناء الحمل. هذا النمط من انخفاض الوزن الأولي عند الولادة متبوعًا بنمو اللحاق بالركب الذي يتجاوز الأطفال المقارن قد ارتبط بأمراض القلب والأوعية الدموية على المدى الطويل.

### تغير الوزن
عادة ما يرتبط استخدام الميتفورمين بفقدان الوزن. يبدو أنه آمن وفعال في مواجهة زيادة الوزن التي تسببها الأدوية المضادة للذهان أولانزابين وكلوزابين (دواء مهدئ). على الرغم من وجود انعكاس بسيط في زيادة الوزن المرتبطة بالكلوزابين مع الميتفورمين، فإن الوقاية الأولية من زيادة الوزن تكون أكثر قيمة.

### استخدم مع الأنسولين
قد يقلل الميتفورمين من متطلبات الأنسولين في مرض السكري النمط الأول، وإن كان ذلك مع زيادة خطر الإصابة بنقص السكر في الدم.

## موانع الاستعمال
يمنع استخدم الميتفورمين في الأشخاص الذين يعانون من:
- ضعف كلوي حاد (معدل الترشيح الكبيبي المقدر (eGFR) أقل من 30 مل / دقيقة / 1.73 م 2)[63]

- فرط الحساسية المعروف للميتفورمين.[63]
- الحماض الأيضي الحاد أو المزمن، بما في ذلك الحماض الكيتوني السكري (من مرض السكري غير المنضبط) [63] مع أو بدون غيبوبة.[64]

يتم إعطاء تحذيرات أيضًا فيما يتعلق باستخدام الميتفورمين في حالات القصور الكلوي الأقل خطورة ، والأشخاص الذين تبلغ أعمارهم 65 عامًا أو أكثر ، وحالات نقص الأكسجين (على سبيل المثال ، قصور القلب الاحتقاني الحاد) ، والإفراط في تناول الكحول، والاختلال الكبدي، والاستخدام المتزامن لبعض الأدوية (مثل الأنهيدراز الكربوني مثبطات مثل توبيراميت)، والجراحة، وغيرها من الإجراءات، أو في الأشخاص الذين خضعوا لدراسة إشعاعية مع إعطاء عامل تباين معالج باليود.[بحاجة لمصدر طبي]
يوصى بإيقاف الميتفورمين مؤقتًا قبل أي إجراء يتضمن استخدام عوامل التباين باليود (مثل التصوير المقطعي المحوسب أو تصوير الأوعية الدموية) بسبب زيادة خطر الإصابة بالحماض اللبني الناتج عن ضعف وظائف الكلى. يمكن استئناف الميتفورمين بعد يومين بعد إدارة التباين، إذا كانت وظيفة الكلى كافية ومستقرة.

## الأعراض الجانبية
أشهر الأعراض الجانبية للميتفورمين والأكثر انتشاراً هي تهيّج الجهاز الهضمي، بما في ذلك الإسهال والتشنجات والغثيان والقيء وزيادة انتفاخ البطن. حيث يرتبط الميتفورمين بشكل أكثر شيوعًا بالأعراض الجانبية المَعِديّة المعوية  (الأعراض الجانبية التي ترتبط بالجهاز الهضمي) من معظم الأدوية الأخرى المضادة لمرض السكر. أخطر عرض جانبي ضار محتمل للميتفورمين هو الحماض اللاكتيكي هذه المضاعفات نادرة، والغالبية العظمى من هذه الحالات مرتبطة بحالات مثل ضعف الكبد أو وظائف الكلى، وليس بالميتفورمين نفسه. ليس من المستحسن استخدام الميتفورمين في الأشخاص الذين يعانون من أمراض الكلى الحادة، ولكن لا يزال يتم استخدامه بجرعات أقل عند المصابين بمشاكل في الكلى.

### الجهاز الهضمي
يمكن أن يسبب اضطراب الجهاز الهضمي انزعاجًا شديدًا. وهو الأكثر شيوعًا عند إعطاء الميتفورمين لأول مرة، أو عند زيادة الجرعة. غالبًا ما يمكن تجنب الانزعاج عن طريق البدء بجرعة منخفضة (1.0 إلى 1.7 جرام / يوم) وزيادة الجرعة تدريجيًا، ولكن حتى مع الجرعات المنخفضة، قد لا يتمكن 5٪ من الأشخاص من تحمل الميتفورمين. قد يؤدي استخدام مستحضرات بطيئة أو ممتدة المفعول إلى زيادة القدرة على التحمل.
ارتبط استخدام الميتفورمين على المدى الطويل بزيادة مستويات الهوموسيستين، وسوء امتصاص فيتامين بي12. ترتبط الجرعات العالية والاستخدام المطول بزيادة حدوث نقص فيتامين بي12، ويوصي بعض الباحثين باستراتيجيات الفحص أو الوقاية.

### الحماض اللاكتيكي
تقريباً لا يحدث الحماض اللبني أبدًا مع استخدام الميتفورمين أثناء الاستخدام الروتيني له. تبلغ معدلات الحماض اللبني (اللاكتيكي) المرتبط بالميتفورمين حوالي تسعة لكل 100000 شخص/ سنة، وهو ما يماثل المعدل الأساسي للحماض اللبني في عموم السكان. حيث بيّنت مراجعة منهجية إلى عدم وجود بيانات تربط بشكل نهائي بين الميتفورمين والحماض اللبني.
يعتبر الميتفورمين آمنًا بشكل عام للأشخاص الذين يعانون من مرض الكلى المزمن الخفيف إلى المتوسط، مع تقليل تناسبي لجرعة الميتفورمين وفقًا لشدة معدل الترشيح الكبيبي المقدر (eGFR) ومع التقييم الدوري لوظائف الكلى (على سبيل المثال، القياس الدوري للكرياتينين في البلازما). توصي  الغذاء والدواء اإدارةلأمريكية (FDA) بتجنب استخدام الميتفورمين في أمراض الكلى المزمنة الأكثر شدة، أقل من الحد الأقصى لمعدل الترشيح الكبيبي المقدر (eGFR) 30 مل/ دقيقة/ 1.73 متر مربع. يقل امتصاص الكبد للاكتات باستخدام الميتفورمين لأن اللاكتات هي ركيزة لتكوين السكر في الكبد، وهي عملية يثبطها الميتفورمين. في الأفراد الأصحاء  يتم التخلص من هذا الفائض الطفيف من خلال آليات أخرى (بما في ذلك الامتصاص من قبل الكلى غير المصابة)، ولا يحدث ارتفاع ملحوظ في مستويات اللاكتات في الدم. نظرًا لضعف شديد في وظائف الكلى، يتم تقليل تصفية الميتفورمين واللاكتات، مما يؤدي إلى زيادة مستويات كليهما، وربما يتسبب في تراكم حمض اللاكتيك. لأن الميتفورمين يقلل من امتصاص الكبد للاكتات، فإن أي حالة قد تعجل من الحماض اللبني هي موانع. تشمل الأسباب الشائعة إدمان الكحول (بسبب استنفاد مخازن NAD+) وفشل القلب وأمراض الجهاز التنفسي (بسبب عدم كفاية أكسجة الأنسجة)؛ السبب الأكثر شيوعًا هو مرض الكلى.
قد يحدث أيضًا إنتاج اللاكتات المرتبط بالميتفورمين في الأمعاء الغليظة، مما قد يساهم في الإصابة بالحماض اللبني لدى الأشخاص الذين يعانون من عوامل الخطر. ومع ذلك، فإن الدلالة السريرية لهذا غير معروفة، ويعزى خطر الإصابة بالحماض اللبني المرتبط بالميتفورمين إلى انخفاض امتصاص الكبد بدلاً من زيادة إنتاج الأمعاء.
يزداد خطر الإصابة بالحماض اللبني المرتبط بالميتفورمين أيضًا بسبب تناول جرعة زائدة هائلة من الميتفورمين، على الرغم من أن الجرعات الكبيرة جدًا لا تكون قاتلة في كثير من الأحيان.

### جرعة مفرطة
تشمل الأعراض الأكثر شيوعًا بعد تناول جرعة زائدة القيء، والإسهال، وآلام البطن، وعدم انتظام دقات القلب، والنعاس، ونادرًا نقص أو ارتفاع السكر في الدم. يعتبر علاج الجرعة الزائدة من الميتفورمين علاجاً داعمًا بشكل عام، حيث لا يوجد علاج محدد معروف. يُنصح بالعلاجات خارج الجسم في الجرعات الزائدة الشديدة.
بسبب الوزن الجزيئي المنخفض للميتفورمين ونقص الارتباط ببروتين البلازما، فإن هذه التقنيات لها فائدة في إزالة الميتفورمين من بلازما الدم، مما يمنع زيادة إنتاج اللاكتات. يمكن تحديد كمية الميتفورمين في الدم أو البلازما أو المصل لمراقبة العلاج أو تأكيد تشخيص التسمم أو للمساعدة في تحقيق الوفاة الشرعي. عادة ما تكون تركيزات الميتفورمين في الدم أو البلازما في نطاق 1-4 مل غم/ لتر في الأشخاص الذين يتلقون جرعات علاجية، 40-120 مل غم/ لتر في ضحايا الجرعة الزائدة الحادة، و 80-200 مل غم/ لتر في الوفيات. يتم استخدام تقنيات الكروماتوغرافيا بشكل شائع.

### التفاعلات
يتسبب السيميتيدين مضاد مستقبلات الهستامين 2 في زيادة تركيز الميتفورمين في البلازما عن طريق تقليل تصفية الميتفورمين عن طريق الكلى؛ يتم التخلص من كل من الميتفورمين والسيميتيدين من الجسم عن طريق الإفراز الأنبوبي (نقل المواد من الشعيرات الدموية حول الأنبوب إلى التجويف الأنبوبي الكلوي)، وكلاهما وخاصة الكاتيون (موجب الشحنة) من السيميتيدين، قد يتنافسان على نفس آلية النقل. وجدت دراسة عشوائية مزدوجة التعمية أن المضاد الحيوي سيفاليكسين يزيد أيضًا من تركيزات الميتفورمين بآلية مماثلة؛ من الناحية النظرية  قد تنتج الأدوية الكاتيونية الأخرى نفس التأثير.
يتفاعل الميتفورمين أيضًا مع الأدوية المضادة للكولين، نظرًا لتأثيرها على حركة المعدة. تقلل الأدوية المضادة للكولين من حركة المعدة، وتطيل من الوقت الذي تقضيه الأدوية في الجهاز الهضمي. قد يؤدي هذا الضعف إلى امتصاص المزيد من الميتفورمين أكثر من عدم وجود عقار مضاد للكولين، مما يزيد من تركيز الميتفورمين في البلازما ويزيد من مخاطر الآثار الضارة.

## آلية التأثير
اقتُرِحت العديد من الآليات المحتملة لعمل الميتفورمن ولكن بقيت الآلية الجزيئية للميتفورمين غير مفهومة تمامًا. فمن الاليات المقترحة أنه يعمل على تثبيط السلسلة التنفسية للميتوكوندريا (المعقد 1)، تنشيط بروتين كينيز المُنشَّط بالأدينوسين أحادي الفوسفات، تثبيط ارتفاع  أُحادي فوسفات الأدينوزين الحَلقي (cAMP) النّاجِم عنالجلوكاجون مع انخفاض تنشيط بروتين كينيز ألفا (PKA) ، تثبيط نازع الهيدروجين من فوسفات الجليسرول في المايتوكندريا، وتأثيره على النّبيتات الجرثومية المعويّة. كما أنّ الميتفورمين له تأثيراتٌ على الشّهية يُؤدي إلى فقدانها عند معظم الناس، مما يقلل من السّعرات الحراريّة. ويقلل الميتفورمين من استحداث السكر (إنتاج الجلوكوز) في الكبد. كما يثبط الميتفورمين الإفراز القاعديّ من الغدة النّخامية لهرمون النّمو، وهرمون قشر الكظر، والهرمون المنبه للجريب، والتعبير الوراثي عن البروبيوميلانوكورتين -بروتين سكري مؤلف من 240 حمض أميني- الَّذي يُساهم في تحسين الميتفورمين لحساسية الأنسولين في الجسم مع عدّة طرق عمل له على الأنسجة التي تشمل الكبد والعضلات الهيكلية والأنسجة الدهنية والمبايض. المريض العادي المصاب بالسكري من النوع الثاني لديه ثلاثة أضعاف المعدل الطبيعي لاستحداث السكر ولكن العلاج بالميتفورمين يقلل هذا لأكثر من الثلث.
يحتاج الميتفورمين إلى  تنشيط بروتين كينيز المُنشَّط بالأدينوسين أحادي الفوسفات (AMPK) ليقوم بتثبيط إنتاج الجلوكوز في الكبد. و بروتين كينيز المُنشَّط بالأدينوسين هو إنزيم يلعب دورًا مهمًا في إشارات الأنسولين، وتوازن طاقة الجسم بالكامل، واستقلاب الجلوكوز والدهون. وحيث ان تنشيط الأدينوسين أحادي الفوسفات كان مطلوبًا لزيادة التّعبيرعن شريك مثنوي مغاير، والذي بدوره أدّى إلى تثبيط التّعبير عن الجينات الكبدية لتكوين الجلوكوز ألا وهي كل من الفسفوينول بيروفات كاربوكسيكيناز والجلوكوز 6-فوسفاتاز. كثيرًا ما يستخدم الميتفورمين في الأبحاث جنبًا إلى جنب مع ريبونوكليوتيد AICA كمحفز للأدينوسين أحادي الفوسفات. لا تزال الآلية التي من خلالها يزيد البايجوانيدات من نشاط الأدينوسين أحادي الفوسفات غير مؤكدة. ومع ذلك، يزيد الميتفورمين من تركيز الأدينوزين أحادي الفوسفات (AMP) (على عكس التغيير في إجمالي AMP أو إجمالي AMP/ ثلاثي فوسفات الأدينوزين). يثبط الميتفورمين إنتاج الأدينوزين أحادي الفوسفات الدوري، مما يعيق عمل الجلوكاجون، وبالتالي يقلل مستويات الجلوكوز أثناء الصيام. يؤدي الميتفورمين أيضًا إلى حدوث تحول عميق في ملف المجتمع الميكروبي البرازي في الفئران المصابة بداء السكري، وقد يساهم ذلك في طريقة عمله ربما من خلال التأثير على إفراز الببتيد -1 الذي يشبه الجلوكاجون.
بالإضافة إلى تثبيط إنتاج الجلوكوز في الكبد فان  الميتفورمين  يزيد من حساسيّة الأنسولين، كما ويعزز من امتصاص الجلوكوز الطرفي (عن طريق تحفيز الفسفرة لعامل معزز GLUT4)، كما ويقلل من تثبيط أكسدة الأحماض الدهنية بفعل الأنسولين ويقلل امتصاص الجلوكوز من القناة الهضمية. يُعتقد ان زيادة الاستخدام الطرفي للجلوكوز ناتجة عن تحسن ارتباط الأنسولين بمستقبلات الأنسولين، حيث أثبت زيادة ارتباط الأنسولين بمستقبلاته بعد العلاج بالميتفورمين لدى مرضى السكري من النوع الثاني.
من المحتمل أيضًا أن الأدينوسين أحادي الفوسفات يلعب دورًا في زيادة حساسية الأنسولين الطرفية، حيث يؤدي تناول الميتفورمين إلى زيادة نشاط الأدينوسين أحادي الفوسفات في العضلات الهيكلية، ومن المعروف أن الأدينوسين أحادي الفوسفات يتسبب في نشر عامل GLUT4 في غشاء البلازما، مما يؤدي إلى امتصاص الجلوكوز المستقل عن الأنسولين. كما أن بعض العمليات الأيضية للميتفورمين تحدث بواسطة آليات مستقلة عن الأدينوسين أحادي الفوسفات.
للميتفورمين تأثيرات غير مباشرة مضادة للألندروجين لدى النساء اللواتي يعانين من مقاومة الأنسولين مثل تلك المصابات بمتلازمة تكيس المبايض وذلك بسبب آثاره المفيدة على حساسية الأنسولين, حيت انه قد يساهم في تقيل مستويات هرمون التستوستيرون لدى هؤلاء النساء بنسبة تصل إلى 50٪. ولكن على الرغم من ذلك, فقد جدت مراجعة كوكرين أن الميتفورمين كان فعّالًا بشكل طفيف فقط لخفض مستويات الأندروجين لدى النساء المصابات بمتلازمة تكيس المبايض.
كما أن للميتفورمين تأثيرات مهمة على ميكروبيوم الأمعاء، مثل تأثيره على زيادة إنتاج الأغماتين بواسطة بكتيريا الأمعاء، لكن تبقى الأهمية النسبية لهذه الآلية مقارنة بالآليات الأخرى غير مؤكدة.
حرائك الدواء
يمتلك الميتفورمين توافرًا بيولوجياً بنسبة 50-60٪ إذا أُخِذ عن طريق الفم في ظل ظروف الصيام، كما أنّ امتصاصَه يكون بَطيئا, كما ويصل  إلى ذروة تركيزه في البلازما (Cmax) في غضون 1-3 ساعات من تناول الميتفورمين الفوري المفعول و4-8 ساعات مع تركيبات ممتدة الإطلاق. كما ان ارتباط الميتفورمين ببروتينات البلازما لا يكاد يذكر، كما يتضح من حجم توزيعه الواضح للغاية (300-1000 لتر بعد جرعة واحدة). عادة ما يتم الوصول إلى حالة الثبات في غضون يوم إلى يومين.
كما أن للميتفورمين قيم ثابتة لتفكك الحمض اللوغاريتمي (pKa) تبلغ وقيمها 2.8 و 11، لذلك فهو موجود في نطاق واسع كالأنواع الكاتيونية المحبة للماء عند قيم الرقم الهيدروجيني الفسيولوجية. كما ان قيم ثابت تفكك الميتفورمين اللوغاريتمية جعلته قاعدة قوية وأقوى من معظم الأدوية القاعدية الأخرى مع أقل من 0.01٪ غير مؤين في الدم. علاوة على ذلك، فإن قابلية الذوبان في الدهون للأنواع غير المأينة تكون طفيفة كما يتضح من انخفاض قيمة اللوغاريتم لمعامل التوزيع للشكل غير المؤين بين الأوكتانول والماء التي تبلغ قيمتها 1.43. ان هذه المعلمات الكيميائية تشير إلى انخفاض شحوم الدهون والذي بدوره يجعل من الانتشار السلبي البسيط السريع للميتفورمين عبر أغشية الخلايا أمر غير محتمل، وكنتيجة لانخفاض قابليته للذوبان في الدّهون فإنه يتطلب النّاقل SLC22A1 من أجل دخول الخلايا. يكون اللوغاريتم لمعامل التوزيع (logP) للميتفورمين أقل من مثيله في الفينفورمين (−0.84) وذلك لأن بدائلين من الميثيل على الميتفورمين يضفيان قدرًا أقل من المحبة للدهون من السلسلة الجانبية الأكبر للفينيلثيل في الفينفورمين. حاليًا هنالك المزيد من المشتقات المحبة للدهون من الميتفورمين قيد الدّراسة  بهدف إنتاج عقاقير أولية ذات امتصاص فموي أفضل من الميتفورمين.
لا يَستقلب (إجراء العمليات الايضيى ة عليه) الميتفورمين وانّما يخرج من الجسم عن طريق الإفراز أنبوبي ويخرج دون تغيير في البول. كما انّه لا يمكن اكتشافه في بلازما الدم خلال 24 ساعة إذا اعطي جرعة فموية واحدة. متوسط عمر النّصف للتخلّص من البلازما هو 6.2 ساعة. كما و يوزيع الميتفورمين ويبدو أنه يتراكم في خلايا الدم الحمراء مع عمر نصفي أطول بكثير للتخلص وتبلغ 17.6 ساعة (وقد أَبلغ عن أنه يتراوح من 18.5 إلى 31.5 ساعة في دراسة جرعة واحدة لمرضى السكر).
تشير بعض الأدلّة إلى أن تركيزات الميتفورمين في الكبد في البشر قد تكون أعلى بمرتين إلى ثلاث مرات من تركيزات البلازما وهذا يكون بسبب امتصاص الوريد البابي وامتصاص الكبد إذا أخذ عن طريق الفم.

## التركيب الكيميائي
ميتفورمين هيدروكلوريد (1،1-ثنائي ميثيل بيجوانيد هيدروكلوريد) قابل للذوبان في الماء بحريّة، قابل للذوبان بشكل طفيف في الإيثانول، ولكنه غير قابل للذوبان تقريبًا في الأسيتون أو الأثير أو الكلوروفورم. قيمة  pKa للميتفورمين 12.4.[119]
يتضمن التركيب المعتاد للميتفورمين الموصوف في الأصل عام 1922، تفاعل وعاء واحد من ثنائي ميثيل أمين هيدروكلوريد و 2-سيانوجوانيدين على الحرارة.
وفقًا للإجراء الموصوف في براءة اختراع آرون لعام 1975، وموسوعة التصنيع الدوائي، يتم إذابة كميات متساوية المولات من ثنائي ميثيل أمين و 2-سيانوجوانيدين في التولوين مع التبريد لتكوين محلول مركز، ويتم إضافة كمية متساوية بالمولات من كلوريد الهيدروجين ببطء. يبدأ الخليط في الغليان من تلقاء نفسه، وبعد التبريد، يترسب هيدروكلوريد الميتفورمين بنسبة 96٪.

### المشتقات
المشتق الجديد HL156A، المعروف أيضًا باسم IM156، هو دواء جديد محتمل للاستخدام الطبي.

## تاريخ الميتفورمن
صُنِّف البيغوانيد من الأدوية المضادة لمرض السكر، والذي يشمل أيضًا العوامل المسحوبة الفينفورمين والبوفورمين، ينشأ من الليلك الفرنسي أو شارع الماعز(مدرة مخزنية)، وهو نبات يستخدم في الطب الشعبي لعدة قرون. المدرة المخزنية نفسها لا تحتوي على أي من هذه الأدوية، ولكن إيزو أميلين غوانيدين؛ الفينفورمين والبوفورمين والميتفورمين هي مركبات مخلقة كيميائيًا تتكون من جزيئين غوانيدين، وهي أكثر دهنًا من المركب الأصلي المشتق من النبات.
تم وصف الميتفورمين لأول مرة في الأدبيات العلمية في عام 1922، بواسطة اميل فيرنر وجيمس بيل، كمنتج في تخليق ثنائي ميثيل غوانيدين (N,N-dimethylguanidine). في عام 1929، اكتشف سلوتا وشيش تأثيره في خفض السكر في الأرانب، ووجدا أنه أقوى مضاد للبيغوانيد قاموا بدراسته. تم نسيان هذه النتيجة تمامًا، حيث استحوذت نظائر الغوانيدين الأخرى مثل سينثالين (دواء فموي مضاد لمرض السكري) على نفسها وسرعان ما طغى الأنسولين عليها.
استؤنف الاهتمام بالميتفورمين في نهاية الأربعينيات. في عام 1950، وجد أن الميتفورمين، على عكس بعض المركبات المماثلة الأخرى، لا يقلل من ضغط الدم ومعدل ضربات القلب في الحيوانات. في ذلك العام، استخدم الطبيب الفلبيني أوزيبيو واي جارسيا  الميتفورمين (أطلق عليه اسم فلامين) لعلاج الإنفلونزا. وأشار إلى أن الدواء «خفض نسبة السكر في الدم إلى الحد الأدنى الفسيولوجي» ولم يكن سامًا. يعتقد جارسيا أن الميتفورمين له تأثير مضاد للجراثيم، ومضاد للفيروسات، ومضاد للملاريا، وخافض للحرارة، ومسكن. في سلسلة من المقالات في عام 1954، لم يتمكن عالم الصيدلة البولندي يانوش سوبنيوسكي من تأكيد معظم هذه التأثيرات، بما في ذلك انخفاض نسبة السكر في الدم. وبدلاً من ذلك، لاحظ التأثيرات المضادة للفيروسات على البشر.
درس اختصاصي السكري الفرنسي جان ستيرن الخصائص المضادة لفرط سكر الدم في الجاليجين، وهو قلويد معزول من المدرة المخزنية، والذي يرتبط في تركيبته بالميتفورمين، وشهد استخدامه لفترة وجيزة كمضاد لمرض السكر قبل تطوير مركبات سينثالين. في وقت لاحق، أثناء عمله في مختبرات آرون في باريس، دفعه تقرير غارسيا إلى إعادة التحقيق في نشاط خفض نسبة السكر في الدم للميتفورمين والعديد من نظائر البيغوانيد. كان ستيرن أول من جرب الميتفورمين على البشر لعلاج مرض السكري. صاغ اسم «جلوكوفاج» (آكل الجلوكوز) للدواء ونشر نتائجه في عام 1957.
أصبح الميتفورمين متاحًا في الوصفات الوطنية البريطانية في عام 1958. تم بيعه في المملكة المتحدة من قبل شركة فرعية صغيرة تابعة لشركة آرون تدعى رونا.
لم يتم إحياء الاهتمام الواسع بالميتفورمين حتى انسحاب مركبات البيغوانيدات الأخرى في السبعينيات. تمت الموافقة على الميتفورمين في كندا في عام 1972، ولكن لم يتم الحصول على موافقة من إدارة الغذاء والدواء الأمريكية (FDA) لمرض السكري من النوع 2 حتى عام 1994. تم إنتاج  بموجب ترخيص من بريستول-مايرز سكويب، وكان أول تركيبة تحمل علامة تجارية للميتفورمين يتم تسويقها في الولايات المتحدة، بدءًا من 3 مارس 1995. تتوفر التركيبات الجنيسة الآن في العديد من البلدان، ويُعتقد أن الميتفورمين أصبح أكثر الأدوية المضادة لمرض السكر الموصوفة على نطاق واسع في العالم.

## المجتمع والثقافة

### بيئي
عثر على الميتفورمين ومنتج التحول الرئيسي جوانيلوريا في النفايات السائلة لمحطة معالجة مياه الصرف الصحي واكتشفا بانتظام في المياه السطحية. قيست تركيزات كبريتات جوانيل فوق 200 ميكروغرام/ لتر في أحد الأنهار الألمانية، والتي تعد من بين أعلى المعدلات التي أبلغ عنها لمنتجات التحويل الصيدلاني في البيئات المائية.

### تركيبات

أقراص ميتفورمين ٥٠٠ ملغ الجنيسة ، كما تباع في المملكة المتحدة.

اسم «ميتفورمين» هو (اسم معتمد بريطاني، اسم معتمد أمريكي، اسم دولي غير مسجل الملكية) لهذا الدواء، يُسوّق بأسماء تجارية عديدة منها جلوكوفاج، وجلوكومين، وميتفورال، وسيوفور، وديالون، وبروت، وكاربوفاج، وريوميت، وفورميت، وفورتاميت، وغلومتزا، وأوبيمت، وغلوفورمين، وديانبين، وديابيكس، وديافورمين، وميتفوغاما هناك العديد من تركيبات الميتفورمين المتاحة في السوق باستثناء الشكل السائل لها معادلات عامة. يتوفرميتفورمين أي ار (الإصدار الفوري) في أقراص 500 و850 و1000 مجم، بينما يتوفر ميتفورمين اكس ار (الإصدار الممتد) بنقاط قوة 500 و750 و1000 ملغ (يباع أيضًا باسم فورتاميت وغلومتزاوغلوفورمين في الولايات المتحدة). إن استخدام تركيبة ممتدة المفعول هو لمواجهة الآثار الجانبية المعدية المعوية الشائعة، بالإضافة إلى زيادة الامتثال عن طريق تقليل عبء حبوب منع الحمل وبالتالي يمكن تحسين الالتزا على حساب الحجم الأكبر للحبة. يتوفر أيضًا الميتفورمين السائل (يُباع فقط على شكل ريوميت في الولايات المتحدة)، حيث يحتوي 5 مل من المحلول على نفس كمية الدواء مثل قرص 500 مجم. يمكن أن يكون استخدام الشكل السائل مفيدًا في مساعدة أولئك الذين يعانون من مشاكل البلع الجسدية أو النفسية على تناول الدواء، أو تقليل عدد الخطوات اللازمة لتناول الدواء.

### الدمج مع أدوية أخرى
عند استخدامه لمرض السكري النمط الثاني، غالبًا ما يوصف الميتفورمين بالاشتراك مع أدوية أخرى. يتوفر العديد منها كمجموعات جرعة ثابتة، مع إمكانية تقليل عبء حبوب منع الحمل وتقليل التكلفة وتبسيط الإدارة.

#### روسيغليتازون
اكتشف مزيج من الميتفورمين وروزيغليتازون في عام 2002، وبيعت كأفانداميت (Avandamet) من شركة جلاكسو سميث كلاين، أو دواء عام. بصيغة 500/1 و500/2 و500/4 و1000/2 و1000 ملغ/ 4 ملغ من الميتفورمين/ روزيغليتازون. بحلول عام 2009، أصبح مزيج الميتفورمين الأكثر شعبية.
في عام 2005، تمت إزالة مخزون أفانداميت من السوق، بعد أن أظهرت عمليات التفتيش أن المصنع الذي أنتجه ينتهك ممارسات التصنيع الجيدة. استمر وصف زوج الدواء بشكل منفصل، وأصبح أفانداميت متاحًا مرة أخرى بحلول نهاية ذلك العام. حصلت تركيبة عامة من الميتفورمين/ روزيغليتازون من شركة تيفا على موافقة مبدئية من إدارة الغذاء والدواء الأمريكية ووصلت إلى السوق في أوائل عام 2012.
مع ذلك، بعد التحليل التلوي في عام 2007 الذي ربط استخدام الدواء بزيادة خطر الإصابة بنوبة قلبية، أثيرت مخاوف بشأن سلامة الأدوية التي تحتوي على روزيجليتازون. في سبتمبر 2010، أوصت وكالة الأدوية الأوروبية بتعليق الدواء من السوق الأوروبية لأن فوائد الروزيغليتازون لم تعد تفوق المخاطر.
سحب من السوق في المملكة المتحدة والهند في عام 2010، وفي نيوزيلندا وجنوب إفريقيا في عام 2011. من نوفمبر 2011 حتى نوفمبر 2013، ببيع روزيعليتازون أو ميتفورمين/ روزيغليتازون بدون وصفة طبية؛ علاوة على ذلك، طُلب من صانعي الدواء إخطار المرضى بالمخاطر المرتبطة باستخدامه، وكان لا بد من شراء الدواء عن طريق البريد من خلال الصيدليات المحددة.
في تشرين الثاني (نوفمبر) 2013، رفعت إدارة الغذاء والدواء (FDA) قيودها السابقة على روزيغليتازون بعد مراجعة نتائج التجربة السريرية لعام 2009 ( تجربة مراقبة عشوائية مفتوحة التسمية مدتها ست سنوات)، والتي فشلت في إظهار ارتفاع خطر الإصابة بنوبة قلبية أو الوفاة المرتبطة بأدوية.

#### بيوغليتازون
مزيج الميتفورمين والبيوغليتازون (أكتوبلس ميت، بيوميت، بوليتو، غلوبرافا) متاح في الولايات المتحدة والاتحاد الأوروبي.

#### مثبط ثنائي ببتيديل ببتيداز-4
يثبط مثبطات ثنائي ببتيديل ببتيداز-4 ودي ببتيل ببتيداز- 4 وبالتالي يقلل مستويات الجلوكاجون والجلوكوز في الدم. تشمل مثبطات مثبطات ثنائي ببتيديل ببتيداز-4 مع الميتفورمين على مزيج سيتاجليبتين/ميتفورمين، ألوجليبتين (كازانو، فيبوميت). يسوق الميتفورمين مع ليناغلبتين تحت الاسم التجاري جينتاديوتو (Jentadueto).

#### سلفونيل يوريا
يعمل السلفونيل يوريا عن طريق زيادة إفراز الأنسولين من خلايا بيتا في البنكرياس. غالبًا ما يمكن استخدامها كعلاج ثانوي إذا لم يكن الميتفورمين بمفرده فعالًا بدرجة كافية في الوصول إلى مستويات السكر في الدم الطبيعية. الميتفورمين متاح  مع السلفونيل يوريا غليبيزيد (Metaglip) وغليبينكلاميد (بالولايات المتحدة الأمريكية: غليبوريد)(Glucovance). تتوفر التركيبات العامة للميتفورمين/ الغليبيزيد والميتفورمين/ جليبنكلاميد (الأخير أكثر شيوعًا).

#### ميغليتينيد
تشبه ميغليتينيد السلفونيل يوريا، لأنها ترتبط بخلايا بيتا في البنكرياس، ولكنها تختلف حسب موقع الارتباط بالمستقبل المقصود وارتباطات الأدوية بالمستقبل. ونتيجة لذلك، فإن مدة مفعولها أقصر مقارنة بالسلفونيل يوريا، وتتطلب مستويات أعلى من الجلوكوز في الدم لبدء إفراز الأنسولين. يُباع كل من الميجليتينيدات، المعروف باسم ناتيغلينيد وريباغلينيد، في تركيبات مقترنة بالميتفورمين. تباع تركيبة ريباغلينيد/ ميتفورمين على أنها برانديمت، أو كمكافئ عام لها.

#### علاج ثلاثي
مزيج الميتفورمين مع داباجليفلوزين وساكساجليبتين متاح في الولايات المتحدة باسم كيوتيرنميت اكس ار (Qternmet XR).
مزيج الميتفورمين مع بيوغليتازون وغليبينكلاميد  متوفر في الهند مثل Accuglim-MP وAdglim MP وAlnamet-GP  والفلبين باسم Tri-Senza.
مزيج الميتفورمين مع بيوجليتازون وحمض ليبويك متاح في تركيا باسم بيونال.

### الشوائب
أعلنت إدارة الغذاء والدواء الأمريكية (FDA) في ديسمبر 2019 أنها علمت أن بعض أدوية الميتفورمين المصنعة خارج الولايات المتحدة قد تحتوي على شوائب نيتروسامين تسمى ثنائي ميثيل نتروزامين (بالإنجليزية: N-Nitrosodimethylamine)‏ والمختصرة "NDMA"، المصنفة على أنها مادة مسرطنة محتملة للإنسان عند مستويات منخفضة. أعلنت وزارة الصحة الكندية أنها تقيم مستويات نتروزو ثنائي مثيل ألانين في الميتفورمين.
في فبراير 2020، وجدت إدارة الغذاء والدواء مستويات نتروزو ثنائي مثيل ألانين في بعض عينات الميتفورمين المختبرة التي لم تتجاوز المدخول اليومي المقبول. في شباط (فبراير) 2020، أعلنت وزارة الصحة الكندية عن سحب الميتفورمين الذي يحتوي على مادة أبوتيكس.
في 29 مايو 2020، طلبت إدارة الغذاء والدواء من خمس شركات أن تستدعي طواعية منتجات الميتفورمين ذات الإطلاق المستمر.  لم يتم الكشف عن أسماء الشركات الخمس، الصيدلية التي أبلغت إدارة الغذاء والدواء لأول مرة بهذا الملوث في الميتفورمين عبر عريضة المواطن.
في يونيو 2020، نشرت إدارة الغذاء والدواء الأمريكية نتائجها المعملية التي تظهر كميات  نتروزو ثنائي مثيل ألانين في منتجات الميتفورمين التي اختبرتها. لقد وجدت  نتروزو ثنائي مثيل ألانين في عدد معين من ميتفورمين ER، وتوصي الشركات بسحب الكثير بمستويات نتروزو ثنائي مثيل ألانين أعلى من حد الاستهلاك المقبول البالغ 96 نانوجرام في اليوم. تتعاون إدارة الغذاء والدواء أيضًا مع المنظمين الدوليين لمشاركة نتائج اختبار الميتفورمين.
في يوليو 2020، انسحبت لوبين الصيدلة عن الكثير (دفعات) الميتفورمين بعد اكتشاف مستويات عالية غير مقبولة من نتروزو ثنائي مثيل ألانين في العينات التي فحصت.
في أغسطس 2020، قامت شركة بايشور للأدوية بسحب قطعتين من الأجهزة اللوحية.